# Campeonato Mundial de Flying Dutchman
El Campeonato Mundial de Flying Dutchman es la máxima competición internacional de la clase de vela Flying Dutchman. Se realiza anualmente desde 1956 bajo la organización de la Federación Internacional de Vela (ISAF). Este tipo de embarcación fue una clase olímpica desde los Juegos Olímpicos de Roma 1960 hasta los de Barcelona 1992.

## Palmarés
| Núm.   | Año  | Sede                              | Oro                                                 | Plata                                              | Bronce                                             |
| ------ | ---- | --------------------------------- | --------------------------------------------------- | -------------------------------------------------- | -------------------------------------------------- |
| I      | 1956 | Lago de Starnberg ( RFA)          | Rolf Mulka Ingo von Bredow RFA                      | Walter Berger Walter Hohensee RDA                  | Harald Kühling Hans Lorentz RFA                    |
| II     | 1957 | Rímini · ( Italia)                | Rolf Mulka Ingo von Bredow RFA                      | Jacob Helder · Joop van Meggele · Países Bajos     | Jürgen Wagner Hans Hauschildt RFA                  |
| III    | 1958 | Attersee · ( Austria)             | Rolland Tasker Ian Palmer Australia                 | Vittorio Porta · Emilio Massino · Italia           | Norbert Oerlemans · Bob Boeschoten · Países Bajos  |
| IV     | 1959 | Whitstable ( Reino Unido)         | Mario Capio · Tullio Pizzorno · Italia              | Adrian Jardine Angus Fryer Reino Unido             | Rolf Mulka Ingo von Bredow RFA                     |
| V      | 1962 | San Petersburgo ( Estados Unidos) | Hans Fogh Paul Elvstrøm Dinamarca                   | Rolland Tasker Andrew White Australia              | Stuart Jardine James Ramus Reino Unido             |
| VI     | 1963 | Tutzing ( RFA)                    | Jean-Pierre Renevier · Serge Graz · Suiza           | Keith Musto Arthur Morgan Reino Unido              | Mario Capio · Marco Sartori · Italia               |
| VII    | 1965 | Alassio · ( Italia)               | Richard Pitcher Ian McCormack Reino Unido           | Mario Capio · Marco Sartori · Italia               | Hugh Carter William Chiswell Reino Unido           |
| VIII   | 1967 | Montreal · ( Canadá)              | John Oakeley David Hunt Reino Unido                 | Geoffrey Smale Ralph Roberts Nueva Zelanda         | Karl Geiger · Werner Fischer · Austria             |
| IX     | 1969 | Nápoles · ( Italia)               | Rodney Pattisson Iain MacDonald-Smith Reino Unido   | Alain Draeger Pierre Nottet Francia                | Keith Musto John Wigglesworth Reino Unido          |
| X      | 1970 | Adelaida ( Australia)             | Rodney Pattisson Iain MacDonald-Smith Reino Unido   | John Truett Edward Leask Reino Unido               | Craig Whitworth Max Witnall Australia              |
| XI     | 1971 | La Rochelle ( Francia)            | Rodney Pattisson Julian Brooke-Houghton Reino Unido | Jochum Bilger Murray Ross Nueva Zelanda            | Mark Bethwaite Timothy Alexander Australia         |
| XII    | 1973 | Rochester ( Estados Unidos)       | Hans Fogh Ulrich Brock Dinamarca                    | Marc Pajot Yves Pajot Francia                      | Reinaldo Conrad · Burkhard Cordes · Brasil         |
| XIII   | 1974 | Weymouth ( Reino Unido)           | Ilja Wolf Bernd Klenke RDA                          | Herbert Hüttner Ulf Pagenkopf RDA                  | Hans Fogh · Evert Bastet · Canadá                  |
| XIV    | 1975 | Búfalo ( Estados Unidos)          | Marc Pajot Yves Pajot Francia                       | Jochum Bilger Murray Ross Nueva Zelanda            | Jörg Diesch Eckart Diesch RFA                      |
| XV     | 1977 | Torbole · ( Italia)               | Jörg Hotz · André Nicolet · Suiza                   | Jörg Diesch Eckart Diesch RFA                      | Erik Vollebregt · Sjoerd Vollebregt · Países Bajos |
| XVI    | 1978 | Isla Hayling ( Reino Unido)       | Albert Batzill Rudolf Batzill RFA                   | Jörg Diesch Eckart Diesch RFA                      | Alejandro Abascal · Miguel Noguer · España         |
| XVII   | 1979 | Kiel ( RFA)                       | Marc Bouet Thierry Poirey Francia                   | Alejandro Abascal · Miguel Noguer · España         | Erik Vollebregt · Sjoerd Vollebregt · Países Bajos |
| XVIII  | 1980 | Malmö · ( Suecia)                 | Terence McLaughlin · Evert Bastet · Canadá          | Albert Batzill Rudolf Batzill RFA                  | Jörg Diesch Eckart Diesch RFA                      |
| XIX    | 1981 | Palamós · ( España)               | Albert Batzill Rudolf Batzill RFA                   | Jörg Diesch Eckart Diesch RFA                      | Marco Savelli · Roberto Gazzei · Italia            |
| XX     | 1982 | Geelong ( Australia)              | Anton Schwarz Peter Fröschl RFA                     | Bengt Hagander · Magnus Kjell · Suecia             | Terence McLaughlin · Evert Bastet · Canadá         |
| XXI    | 1983 | Cagliari · ( Italia)              | Jonathan McKee William Carl Buchan Estados Unidos   | Jörg Diesch Eckart Diesch RFA                      | Serguei Borodinov Vladislav Akimenko URSS          |
| XXII   | 1984 | La Rochelle ( Francia)            | Albert Batzill Klaus Wende RFA                      | Marc Bouet Bruno Gandolphe Francia                 | Laurent Delage Thierry Poirey Francia              |
| XXIII  | 1985 | Gargnano · ( Italia)              | Jørgen Schønherr Michael Poulsen Dinamarca          | Jörg Diesch Eckart Diesch RFA                      | Mario Celon · Claudio Celon · Italia               |
| XXIV   | 1986 | Río de Janeiro · ( Brasil)        | Jörg Diesch Eckart Diesch RFA                       | Albert Batzill Klaus Wende RFA                     | Frank McLaughlin · John Millen · Canadá            |
| XXV    | 1987 | Kiel ( RFA)                       | Luis Doreste Blanco · Andor Serra · España          | Serguei Borodinov Viktor Budantsev URSS            | Markus Wieser Franz Wieser RFA                     |
| XXVI   | 1988 | Medemblik · ( Países Bajos)       | Jørgen Bojsen-Møller Christian Grønborg Dinamarca   | Murray Jones Gregory Knowles Nueva Zelanda         | Thierry Berger Vincent Berger Francia              |
| XXVII  | 1989 | Alassio · ( Italia)               | Albert Batzill Peter Lang RFA                       | Markus Wieser Peter Fröschl RFA                    | Ole Petter Pollen · Erik Bjørkum · Noruega         |
| XXVIII | 1990 | Newport ( Estados Unidos)         | Jørgen Bojsen-Møller Jens Bojsen-Møller Dinamarca   | Thierry Berger Vincent Berger Francia              | Albert Batzill Peter Lang RFA                      |
| XXIX   | 1991 | Tauranga ( Nueva Zelanda)         | Paul Foerster Stephen Bourdow Estados Unidos        | Thierry Berger Vincent Berger Francia              | Luis Doreste Blanco · Domingo Manrique · España    |
| XXX    | 1992 | Cádiz · ( España)                 | Paul Foerster Stephen Bourdow Estados Unidos        | Murray Jones Gregory Knowles Nueva Zelanda         | Thierry Berger Vincent Berger Francia              |
| XXXI   | 1993 | Travemünde · ( Alemania)          | Jørgen Bojsen-Møller Jens Bojsen-Møller Dinamarca   | Stephan Schurich · Mark Dieckmann · Austria        | Andreas Plettner · Max Friedrich · Alemania        |
| XXXII  | 1994 | Adelaida ( Australia)             | Szabolcs Majthényi · András Domokos · Hungría       | Ian McCrossin James Cook Australia                 | Paul Francis Simon Mander Nueva Zelanda            |
| XXXIII | 1995 | Torbole · ( Italia)               | Ian McCrossin James Cook Australia                  | Eddy Eich · Ben Hagenmeyer · Alemania              | Wim Langeslag · Peter van Koppen · Países Bajos    |
| XXXIV  | 1996 | Balatonföldvár · ( Hungría)       | Ulf Lehmann · Stefan Mädicke · Alemania             | Szabolcs Majthényi · András Domokos · Hungría      | Uwe Steingroß · Sven Hermenau · Alemania           |
| XXXV   | 1997 | San Petersburgo ( Estados Unidos) | Ian McCrossin James Cook Australia                  | Roberto Cipriani · Stefano Morelli · Italia        | Hans-Peter Schwarz · Roland Kirst · Alemania       |
| XXXVI  | 1998 | Den Oever · ( Países Bajos)       | Enno Kramer · Hein Dijksterhuis · Países Bajos      | Ian McCrossin James Cook Australia                 | Wim Langeslag · Jacob Bojsen-Møller · Países Bajos |
| XXVII  | 1999 | Lee-on-Solent ( Reino Unido)      | Jørgen Schønherr Jacob Bojsen-Møller Dinamarca      | Jörn Borowski · Andreas Berlin · Alemania          | Enno Kramer · Hein Dijksterhuis · Países Bajos     |
| XXVIII | 2000 | Durban ( Sudáfrica)               | Ian McCrossin James Cook Australia                  | Hans-Peter Schwarz · Roland Kirst · Alemania       | John Best James Cole Reino Unido                   |
| XXXIX  | 2001 | Gilleleje ( Dinamarca)            | Jørgen Bojsen-Møller Jacob Bojsen-Møller Dinamarca  | Szabolcs Majthényi · András Domokos · Hungría      | Hans-Peter Schwarz · Roland Kirst · Alemania       |
| XL     | 2002 | Tavira ( Portugal)                | Szabolcs Majthényi · András Domokos · Hungría       | Hans-Peter Schwarz · Roland Kirst · Alemania       | Roberto Cipriani · Stefano Morelli · Italia        |
| XLI    | 2003 | Melbourne ( Australia)            | Szabolcs Majthényi · András Domokos · Hungría       | Norman Rydge Richard Scarr Australia               | Hans-Peter Schwarz · Peter van Koppen · Alemania   |
| XLII   | 2004 | Warnemünde · ( Alemania)          | Szabolcs Majthényi · András Domokos · Hungría       | Jørgen Bojsen-Møller Jacob Bojsen-Møller Dinamarca | Jörn Borowski · Andreas Berlin · Alemania          |
| XLIII  | 2005 | Balatonföldvár · ( Hungría)       | Jørgen Bojsen-Møller Jacob Bojsen-Møller Dinamarca  | Szabolcs Majthényi · András Domokos · Hungría      | Norman Rydge Richard Scarr Australia               |
| XLIV   | 2006 | San Petersburgo ( Estados Unidos) | Szabolcs Majthényi · András Domokos · Hungría       | Hans-Peter Schwarz · Roland Kirst · Alemania       | Roberto Cipriani · Stefano Morelli · Italia        |
| XLV    | 2007 | Los Alcázares · ( España)         | Jørgen Bojsen-Møller Jacob Bojsen-Møller Dinamarca  | Carlos Beltri · Javier Cayuela · España            | Dirk Bogumil · Michael Lisken · Alemania           |
| XLVI   | 2008 | Napier ( Nueva Zelanda)           | Szabolcs Majthényi · András Domokos · Hungría       | Ian McCrossin James Cook Australia                 | Norman Rydge Richard Scarr Australia               |
| XLVII  | 2009 | Medemblik · ( Países Bajos)       | Jørgen Bojsen-Møller Jacob Bojsen-Møller Dinamarca  | Szabolcs Majthényi · András Domokos · Hungría      | Bas van der Pol · Mark van der Pol · Países Bajos  |
| XLVIII | 2010 | Constanza · ( Rumania)            | Szabolcs Majthényi · András Domokos · Hungría       | Enno Kramer · Ard Geelkerken · Países Bajos        | Nicola Vespasiani · Francesco Vespasiani · Italia  |
| XLIX   | 2011 | Malcesine · ( Italia)             | Szabolcs Majthényi · András Domokos · Hungría       | Jørgen Bojsen-Møller Jacob Bojsen-Møller Dinamarca | Enno Kramer · Ard Geelkerken · Países Bajos        |
| L      | 2012 | Santa Cruz ( Estados Unidos)      | Szabolcs Majthényi · András Domokos · Hungría       | Enno Kramer · Ard Geelkerken · Países Bajos        | Kay-Uwe Lüdtke · Kai Schäfer · Alemania            |
| LI     | 2013 | Balatonföldvár · ( Hungría)       | Enno Kramer · Ard Geelkerken · Países Bajos         | Szabolcs Majthényi · András Domokos · Hungría      | Jørgen Bojsen-Møller Jacob Bojsen-Møller Dinamarca |
| LII    | 2014 | Largs ( Reino Unido)              | Szabolcs Majthényi · András Domokos · Hungría       | Enno Kramer · Ard Geelkerken · Países Bajos        | Nicola Vespasiani · Francesco Vespasiani · Italia  |
| LIII   | 2015 | Sídney ( Australia)               | Szabolcs Majthényi · András Domokos · Hungría       | Enno Kramer · Ard Geelkerken · Países Bajos        | Kilian König · Johannes Brack · Alemania           |
| LIV    | 2016 | Steinhude · ( Alemania)           | Jørgen Bojsen-Møller Jacob Bojsen-Møller Dinamarca  | Kay-Uwe Lüdtke · Kai Schäfer · Alemania            | Kilian König · Johannes Brack · Alemania           |
| LV     | 2017 | Scarlino · ( Italia)              | Szabolcs Majthényi · András Domokos · Hungría       | Hans-Peter Schwarz · Roland Kirst · Alemania       | Jørgen Bojsen-Møller Jacob Bojsen-Møller Dinamarca |
| LVI    | 2018 | Medemblik · ( Países Bajos)       | Jørgen Bojsen-Møller Jacob Bojsen-Møller Dinamarca  | Szabolcs Majthényi · András Domokos · Hungría      | Nicola Vespasiani · Francesco Vespasiani · Italia  |
| LVII   | 2019 | Nelson ( Nueva Zelanda)           | Szabolcs Majthényi · András Domokos · Hungría       | Kay-Uwe Lüdtke · Kai Schäfer · Alemania            | Enno Kramer · Ard Geelkerken · Países Bajos        |
| –      | 2020 | Altea · ( España)                 | Cancelado                                           | Cancelado                                          | Cancelado                                          |
| LVIII  | 2021 | Altea · ( España)                 | Szabolcs Majthényi · András Domokos · Hungría       | Kay-Uwe Lüdtke · Kai Schäfer · Alemania            | José Ruiz Girón · Francisco Martínez · España      |
| LIX    | 2022 | Campione d'Italia · ( Italia)     | Kay-Uwe Lüdtke · Kai Schäfer · Alemania             | Jørgen Bojsen-Møller Jacob Bojsen-Møller Dinamarca | Szabolcs Majthényi · András Domokos · Hungría      |
| LX     | 2023 | Gdynia · ( Polonia)               | Jørgen Bojsen-Møller Jacob Bojsen-Møller Dinamarca  | Szabolcs Majthényi · András Domokos · Hungría      | Kay-Uwe Lüdtke · Kai Schäfer · Alemania            |
| LXI    | 2024 | San Petersburgo ( Estados Unidos) | Kay-Uwe Lüdtke · Kai Schäfer · Alemania             | Szabolcs Majthényi · András Domokos · Hungría      | Kilian König · Johannes Brack · Alemania           |

## Medallero histórico
- Actualizado hasta San Petersburgo 2024.

| Núm. | País           | Oro | Plata | Bronce | Total |
| ---- | -------------- | --- | ----- | ------ | ----- |
| 1    | Hungría        | 14  | 8     | 1      | 23    |
| 2    | Dinamarca      | 14  | 3     | 2      | 19    |
| 3    | Alemania       | 12  | 19    | 19     | 50    |
| 4    | Reino Unido    | 5   | 3     | 4      | 12    |
| 5    | Australia      | 4   | 5     | 4      | 13    |
| 6    | Estados Unidos | 3   | 0     | 0      | 3     |
| 7    | Países Bajos   | 2   | 5     | 9      | 16    |
| 8    | Francia        | 2   | 5     | 3      | 10    |
| 9    | Suiza          | 2   | 0     | 0      | 2     |
| 10   | Italia         | 1   | 3     | 8      | 12    |
| 11   | España         | 1   | 2     | 3      | 6     |
| 12   | Canadá         | 1   | 0     | 3      | 4     |
| 13   | Nueva Zelanda  | 0   | 5     | 1      | 6     |
| 14   | Austria        | 0   | 1     | 1      | 2     |
| 14   | URSS           | 0   | 1     | 1      | 2     |
| 16   | Suecia         | 0   | 1     | 0      | 1     |
| 17   | Brasil         | 0   | 0     | 1      | 1     |
| 17   | Noruega        | 0   | 0     | 1      | 1     |
|      | TOTAL          | 61  | 61    | 61     | 183   |

1. ↑  Incluye las medallas obtenidas por la RFA y la RDA entre 1949 y 1990.